# Palácio de Schwetzingen

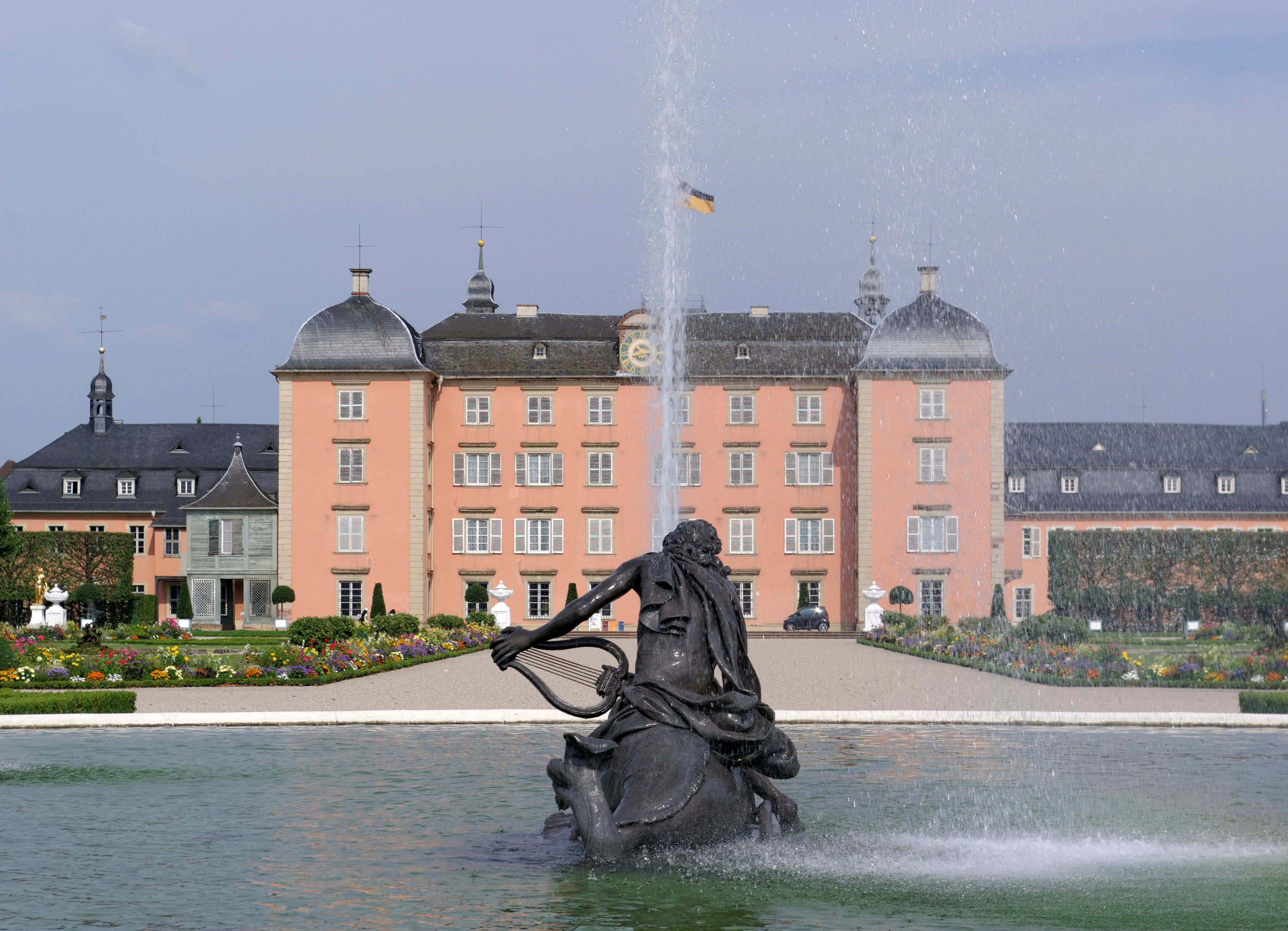
Palácio de Schwetzingen visto do jardim.

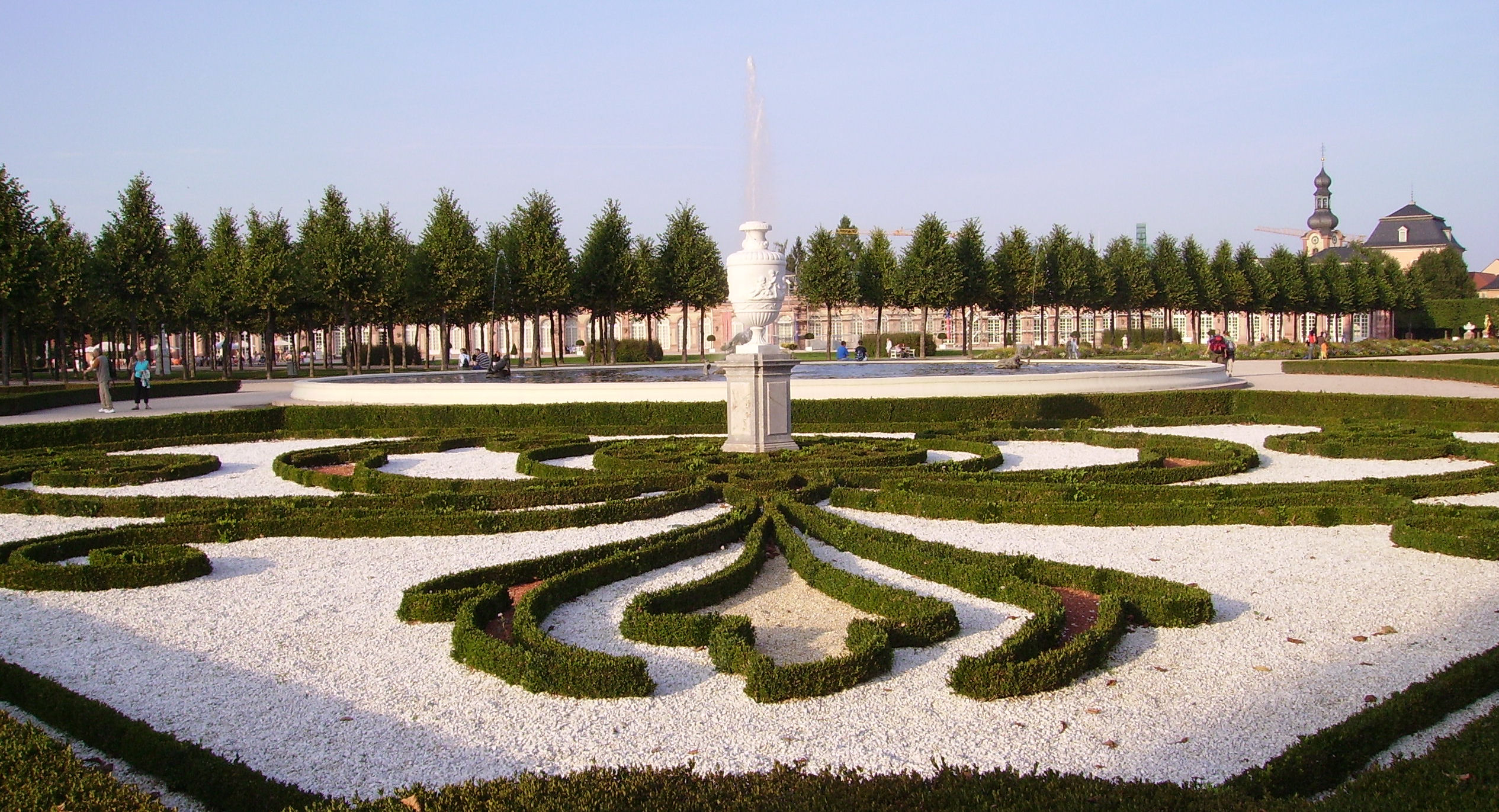
"Bordados" nos jardins do Palácio de Schwetzingen.

Schwetzingen (em alemão: Schloss Schwetzingen) é um palácio da Alemanha, localizado na cidade de Schwetzingen, entre Edelberga e Mannheim,  outras cidades com residências palatinas (Edelberga e Mannheim). Schwetzingen está na região noroeste do estado de Bade-Vurtemberga, na área metropolitana do Reno-Necar. 
O palácio foi residência de verão dos eleitores do Eleitorado do Palatinado Carlos III Filipe e Carlos Teodoro. O edifício adquiriu a sua forma actual por ordem do eleitor João Guilherme, segundo desenhos do arquitecto Johann Adam Breuning, entre 1700 e 1750.
O palácio acolhe todos os verões o Festival de Schwetzingen (em alemão: Schwetzinger Festspiele), o qual ocorre principalmente no Teatro Rococó (em alemão: Rokokotheater).Em 2007, foi proposto o reconhecimento da residência estival de Schwetzingen como Património da Humanidade pela UNESCO.

## História

### Fortaleza
A primeira referência histórica ao Palácio de Schwetzingen data do ano 1350, momento em que aparece descrito como fortaleza.

### Pavilhão de caça de Schwetzingen
O edifício primitivo foi remodelado várias vezes, tendo sido destruído no final da Guerra dos Trinta Anos, assim como em 1689, durante a Guerra dos Nove Anos. O núcleo do castelo medieval manteve-se erguido. O fosso que rodeava a fortaleza foi soterrado.

### Residência de Schwetzingen

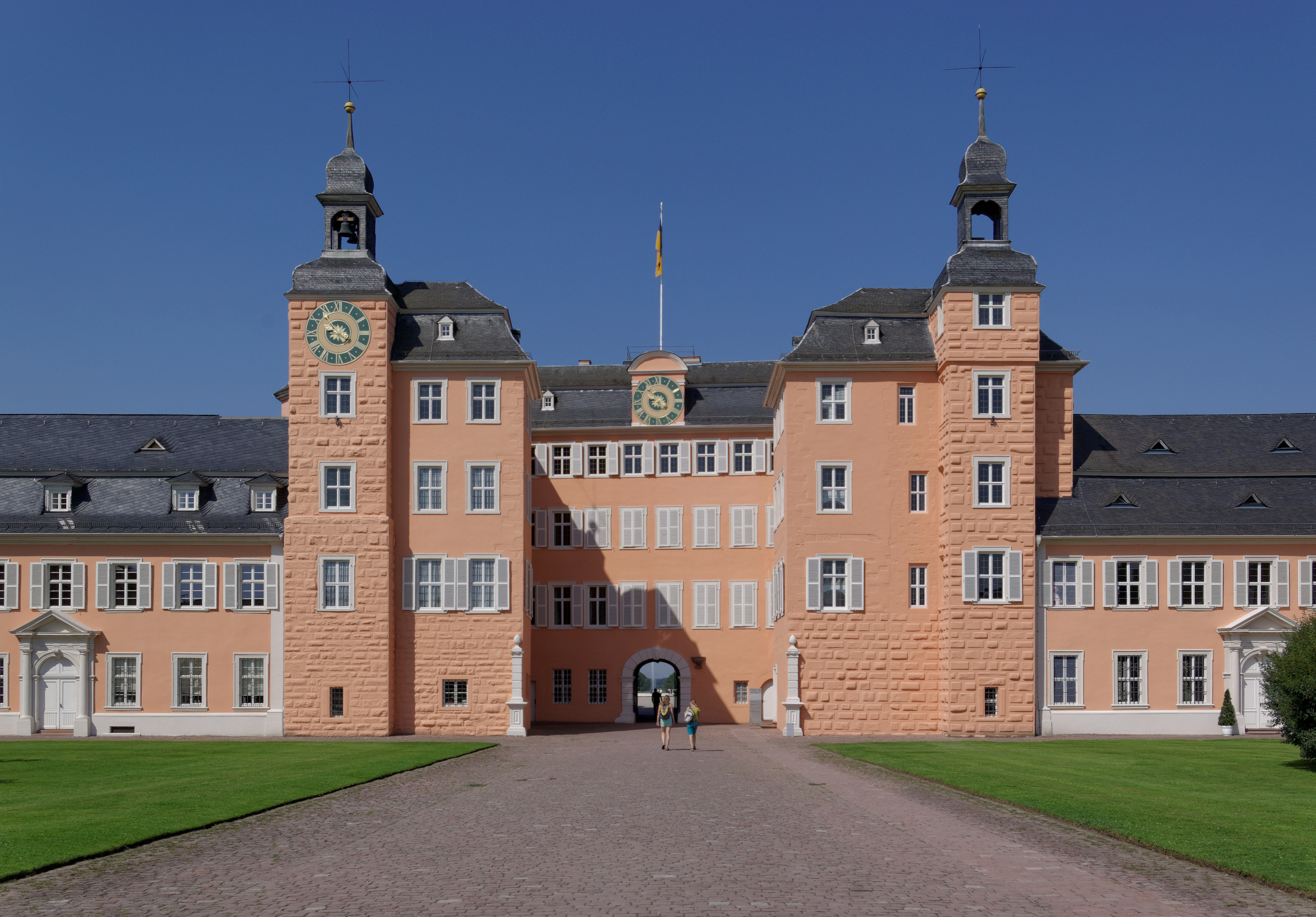
Entrada do Palácio de Schwetzingen.

O príncipe eleitor Carlos I Luís reconstruiu o Palácio de Schwetzingen para a sua amante Marie Luise von Degenfeld. Durante uma visita, em Agosto de 1656, ordenou aos habitantes de Schwetzingen que retirassem completamente os escombros e a sujidade do lugar; os restos, como pedras, madeiras e ferragens, podiam guardá-los para uso próprio. A partir de 1657, e durante vinte anos, o príncipe residiu em Schwetzingen.
A estrutura actual do palácio deve-se ao príncipe eleitor palatino João Guilherme, o qual governava a partir de Düsseldorf. O príncipe deixou as obras sob a direcção do conde e arquitecto Matteo Alberti, construtor do Palácio de Bensberga, e do arquitecto Johann Adam Breunig, procedente de Edelberga. O palácio foi notavelmente ampliado com a construção de duas novas alas.
O edifício foi reconstruído e ampliado em várias fases a partir de 1697. Em 1752 ampliaram-se os jardins para uma área de cerca de 70 hectares. Curiosamente, as obras dos jardins foram terminadas, apesar de o palácio praticamente não ser usado desde o momento em que o príncipe eleitor Carlos IV Teodoro decidiu mudar a sua residência para Munique, em 1778.
Durante a época de Carlos Teodoro, o Palácio de Schwetzingen serviu de residência de Verão à Corte: esta mudava-se, nos meses quentes, do Palácio de Mannheim para o Palácio de Schwetzingen. A simplicidade dos aposentos dos pares do eleitor e uma maior informalidade no trato eram expressão de uma vida mais simples e despreocupada no campo.

### Cronologia
- 1350 -  Primeira menção ao Palácio de Schwetzingen;
- 1715 - Reconstrução do palácio;
- 1752 - Inauguração do "Rokokotheater" (Teatro Rococó);
- 1938 - Reinauguração do teatro depois de restaurado;
- 1952 - Primeiro "Schwetzinger Festspiele" (Festival de Schwetzingen), realizado no teatro.

### Artífices
A maior parte do desenho artístico do palácio e do jardim foi obra de artistas da Corte de Mannheim. Entre eles encontram-se Alessandro Galli da Bibiena e Peter Anton von Verschaffelt. O loreno Nicolas de Pigage foi o director artístico do jardim e das fontes artificiais, assim como o arquitecto mais significativo dos tempos de Carlos Teodoro. Pigage ampliou o jardim utilizando todos os estilos da época. Johann Ludwig Petri, o jardineiro da Corte de Zweibrücken, plantou o parterre principal e o círculo que engloba o jardim francês. 
O segundo jardineiro da Corte foi Johann Wilhelm Sckell, colaborador principal de Pigage. O seu filho, Friedrich Ludwig Sckell, foi indicado para Munique em 1804, onde dispôs um jardim à inglesa. O primeiro director de horticultura de Baden foi Johann Michael Zeyher, o qual introduziu os liláses em Schwetzingen.

## Jardim

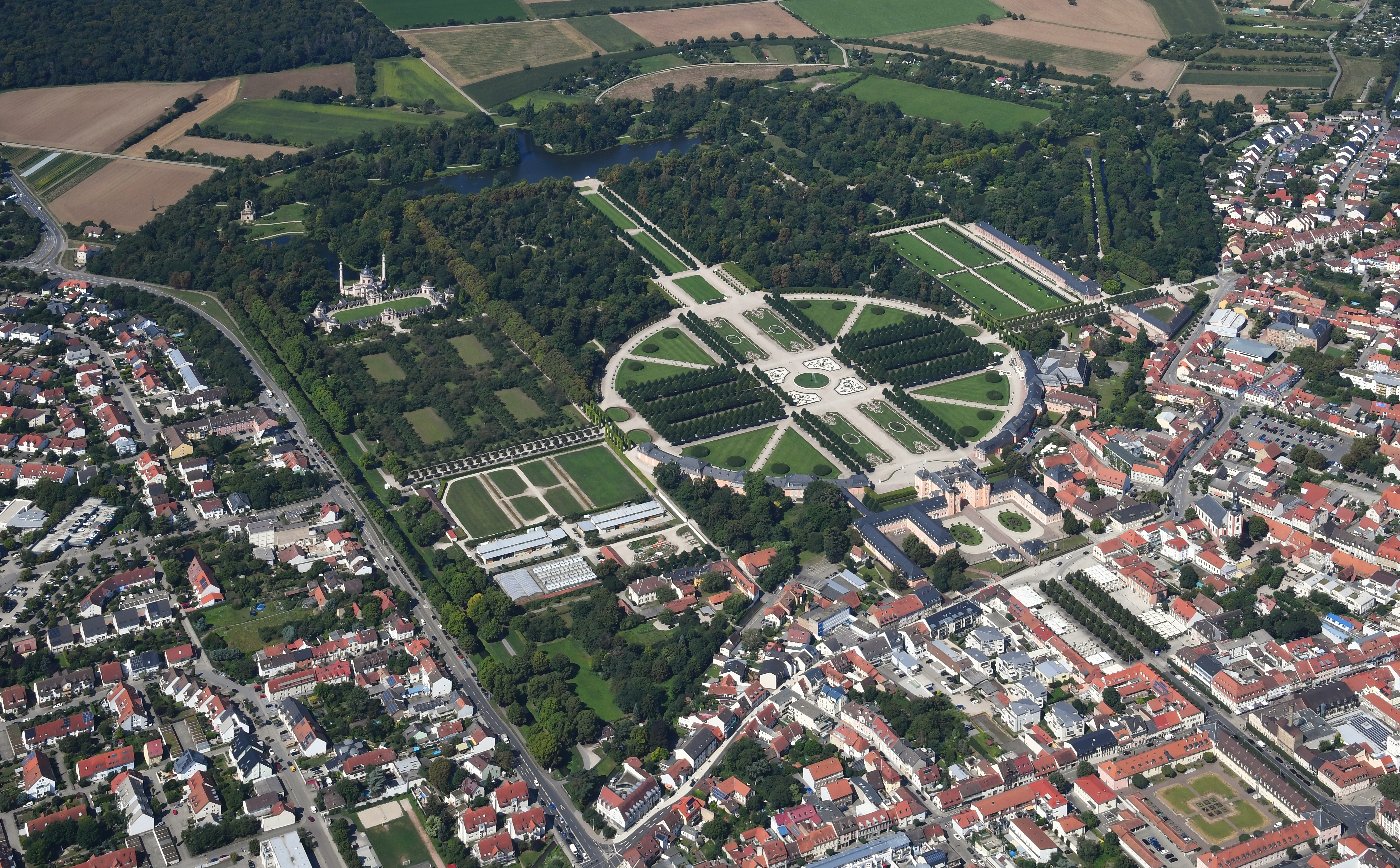
Vista aérea do Jardim de Schwetzingen

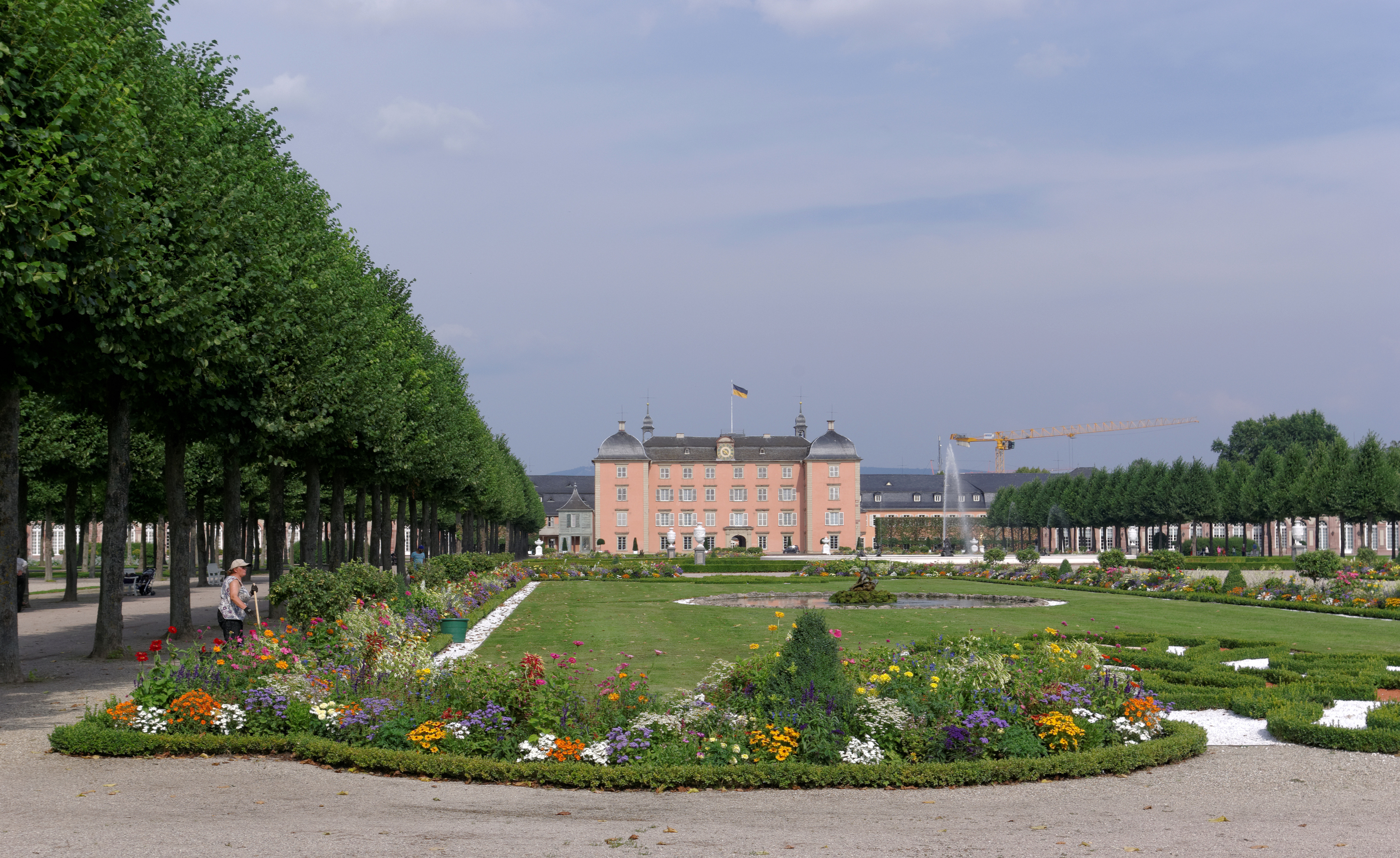
O Palácio de Schwetzingen visto a partir dos seus jardins.

A situação do Jardim de Schwetzingen é única no que se refere ao seu desenho e à sua conservação. Ao contrário do que ocorre na maioria dos jardins palacianos, os antigos estilos de jardinagem não foram reordenados — e desta forma destruídos ou alterados — pelos novos. Em Schwetzingen, o carácter dos antigos e formais jardins franceses ajusta-se perfeitamente aos modernos jardins paisagísticos segundo o modelo inglês.
O Jardim de Schwetzingen era, com excepção da área em redor dos banhos, acessível a toda a população sem custos de entrada já desde a época dos príncipes eleitores. Uma ordenança regia o comportamento adequado dos visitantes.

### Jardim francês
Ao longo da linha central do jardim pode ver-se a Königstuhl, na Odenwald, para este, e o monte Kalmit, na Floresta Palatina, para oeste.
O jardim barroco é um jardim formal de estilo francês disposto com estritas formas geométricas. Os elementos mais importantes são os dois eixos (principal e transversal) e o círculo que engloba e define o jardim. A parte frontal do jardim mostra parterres e alinhamentos.
A fonte central, chamada Fonte de Arion, é obra de Guibal. Tem como tema uma história da mitologia grega: Arion (Arion de Lesbos) era um conhecido cantor. Depois de um concurso, no qual conseguiu um grande prémio, foi encurralado pelos marinheiros do barco em que viajava. Suplicou a graça de cantar pela última vez, o que lhe foi concedido. Ao cantar apareceram golfinhos e Arion conseguiu montar-se num deles, que o levou à costa de forma a poder seguir o seu caminho. Segundo algumas tradicões, a Constelação do Golfinho é, na realizadees, Arion sobre o golfinho.
O jardim francês está rematado pela representação de uma caçada, obra de Peter Anton von Verschaffelt. Nas cercanias, encontram-se os quatro elementos representados em esculturas.

### Jardim inglês
A parte ocidental e norocidental do jardim foi acondicionada como jardim inglês, ou paisagístico. Os caminhos são, neste caso, ondulantes, em contraposição ao jardim francês. Nesta zona, coberta de bosques e irregular, apenas se introduziram alterações.

### Jardim turco

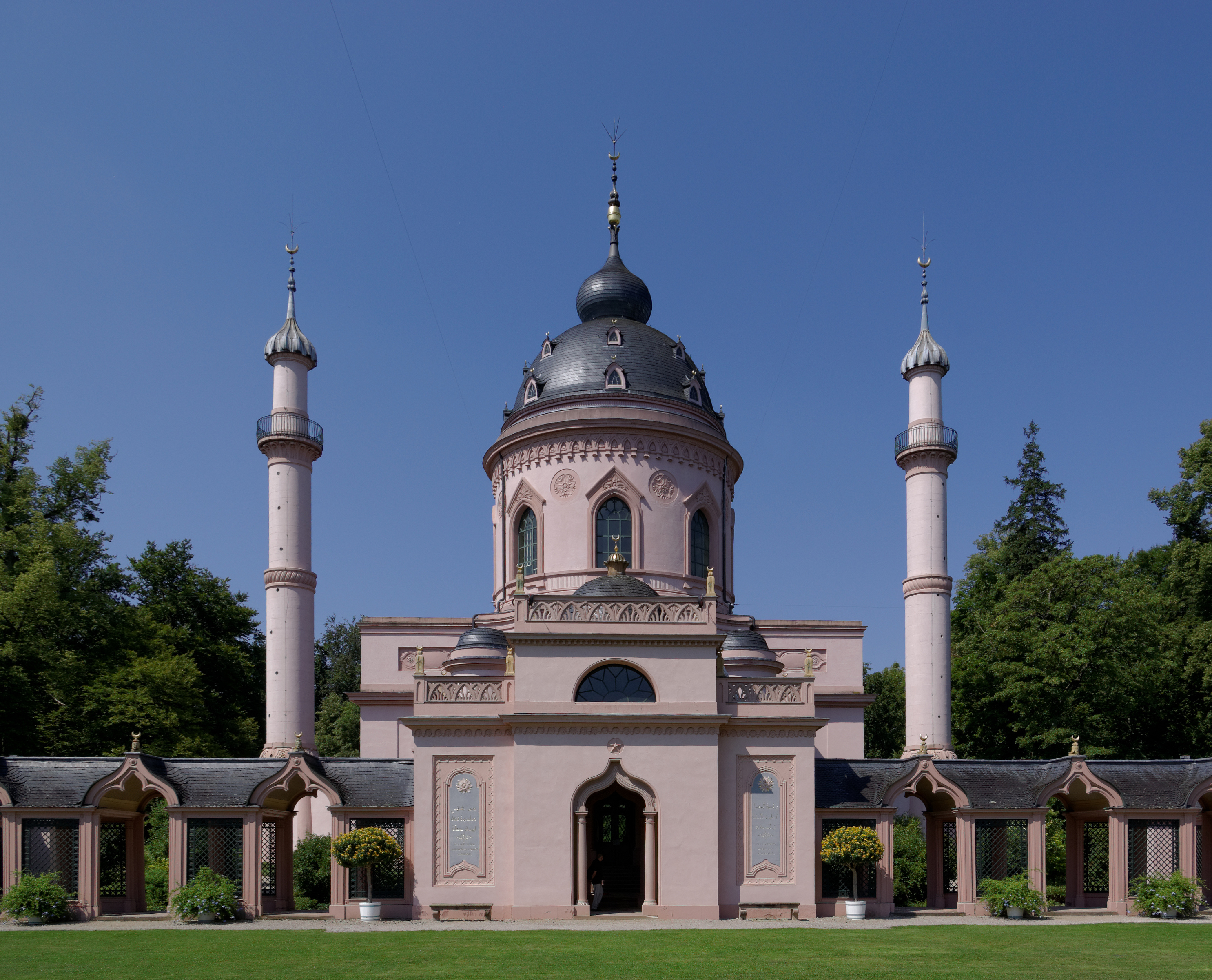
Mesquita no Jardim turco.

Na zona traseira do chamado "Jardim turco" encontra-se a mesquita, obra de Pigage. Não é uma verdadeira mesquita, mas sim uma interpretação na linguagem artística da Europa do século XVIII. Não é, por isso, uma réplica de um verdadeiro edifício islâmico. O pátio da mesquita foi usado frequentemente para representação de óperas ao ar livre. A mesquita foi usada ocasionalmente por muçulmanos.
Diante da mesquita encontra-se o antigo horto para uso privado do príncipe. Atrás fica um viveiro.

### Arboretum
Um arboretum é uma colecção de plantas de madeiras exóticas. Zeyher, arquitecto paisagístico, acondicionou este jardim, em 1802, com imagens de todo o mundo. Especialmente notável, é a porta de ferro forjado da autoria de Franz Wilhelm Rabaliatti. Nesta mesma zona encontrava-se, anteriormente, uma faisonaria onde se criavam animais.

### Lago
Ao entrar no jardim, apresenta-se ante o visitante um grande lago, o qual encerra o jardim. No dito lugar achava-se, inicialmente, um depósito de água amuralhado. Graças à sugestão feita, em 1823, por Zeyher ao grão-duque Luís de Baden, o depósito foi ampliado, transformando-se num lago com margens naturais. De cada lado do eixo visual (nos eixos longitudinais que olham o palácio) descansam duas esculturas de Verschaffelt, a representação divina dos rios Reno e Danúbio.
O lago e todas as outras obras aquáticas, também chamadas de artes aquáticas, eram enchidos pelas duas  estações de distribuição de águas de Pigage, cujas bombas funcionavam através da utilização das águas do riacho Leimbach para mover as rodas. Estes elementos estavam incluídos nos fluxos naturais da água, os quais desciam da Odenwald em direcção ao Reno. As águas subterrâneas limpas eram usadas, por exemplo, para as fontes. Estas bombas encontravam-se no extremo da ala norte do palácio (estação alta). Uma segunda estação de bombeamento, com um reservatório de alta pressão para garantir uma pressão contínua, encontrava-se no parque, no extremo do aqueduto que ficava escondido por trás dele (estação baixa).

## Edifícios
A cidade, o palácio e o jardim, com as suas construções meramente paisagísticas, fontes e esculturas, constituem uma unidade criativa que captura a paisagem circundante. Ambas as partes do jardim ofereciam, juntamente com as numerosas estátuas, outros destinos possíveis para um passeio do conde palatino e da sua Corte: o Templo de Mercúrio (ruínas artísticas), o lago diante da mesquita com madraçal, o Templo de Minerva, o Templo de Apolo, o Templo do Botânico, os banhos (um pequeno pavilhão), a Orangerie e uma parte separada do jardim com estátuas das estações, a "Perspectiva" junto aos banhos e o aqueduto romano com cascata artística incluída.
O desenho do conjunto arquitectónico mostra referências, filosóficas e arquitectónicas, à antiguidade clássica e, no caso do complexo da mesquita, ao Islão e à sabedoria oriental. Novas investigações querem reconhecer em Schwetzinger um desenho francomaçónico, ao qual se uniriam conceitos cristãos.

### O palácio
O visitante entra no palácio através de um sumptuoso pátio rodeado de lilases. Na casa de vigilância encontram-se uma loja e uma cafetaria.

#### Salas interiores
No amplo restauro que se efectuou entre 1975 e 1991 reconstruíram-se as salas interiores do palácio e acondicionaram-se os móveis autênticos do século XVIII. No andar nobre são exibidos, com arranjo museológico, os salões. Os aposentos do príncipe-eleitor e os da sua esposa são mostrados segundo o perfil do palácio no tempo de Carlos Teodoro.

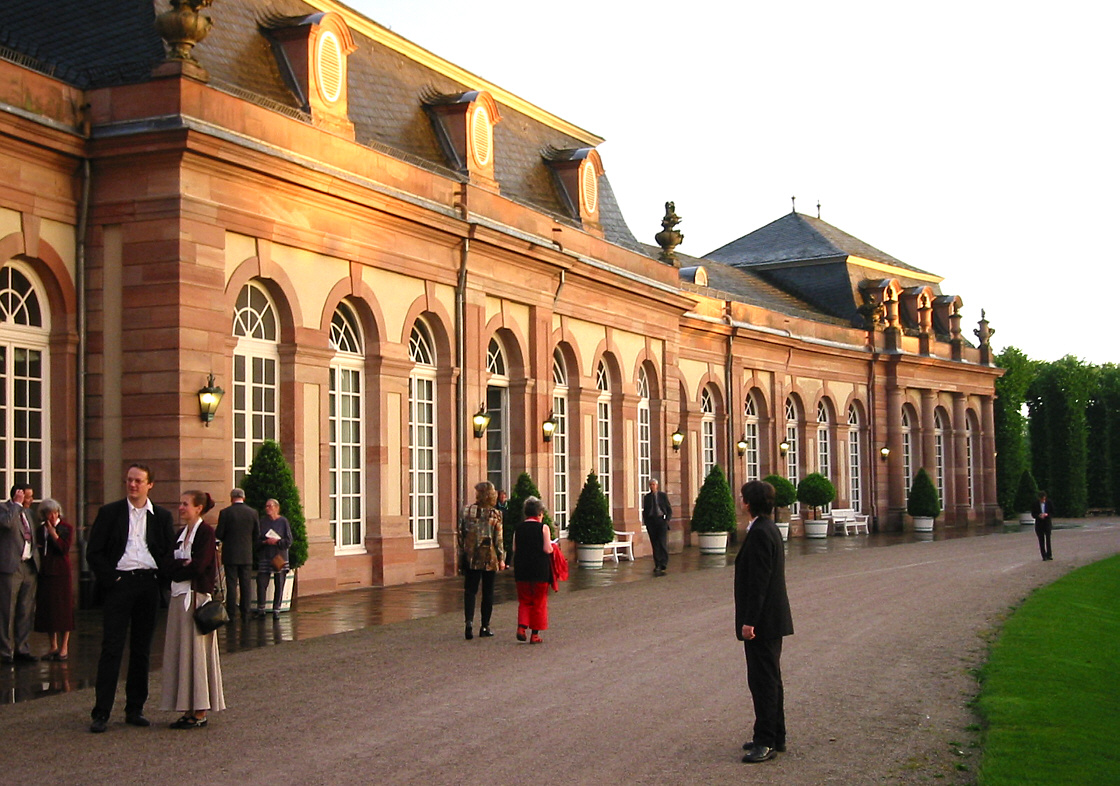
Ala circular norte do Palácio de Schwetzingen, construída por Babiena entre 1748 e 1749.

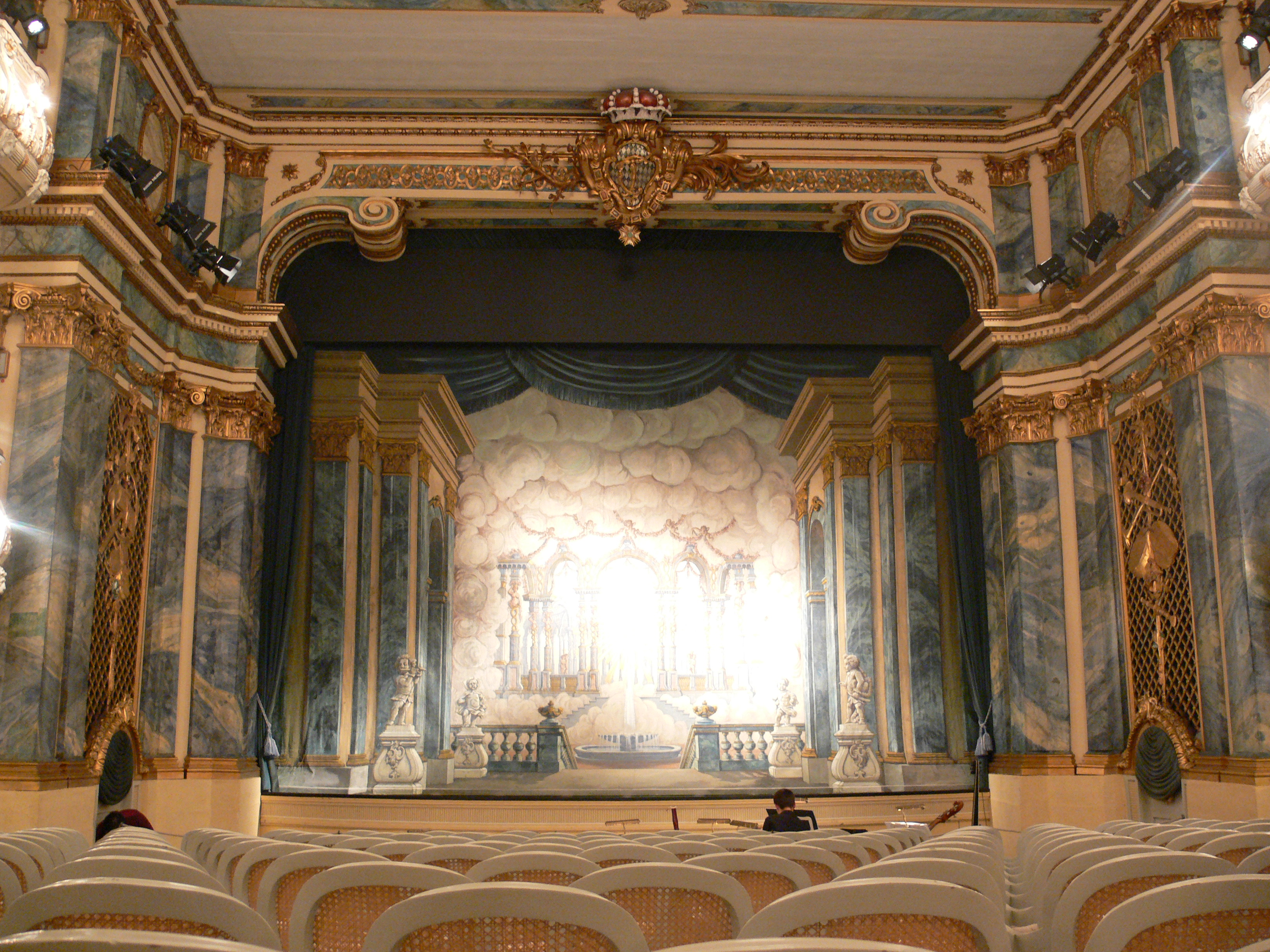
Palco do Teatro de Schwetzingen.

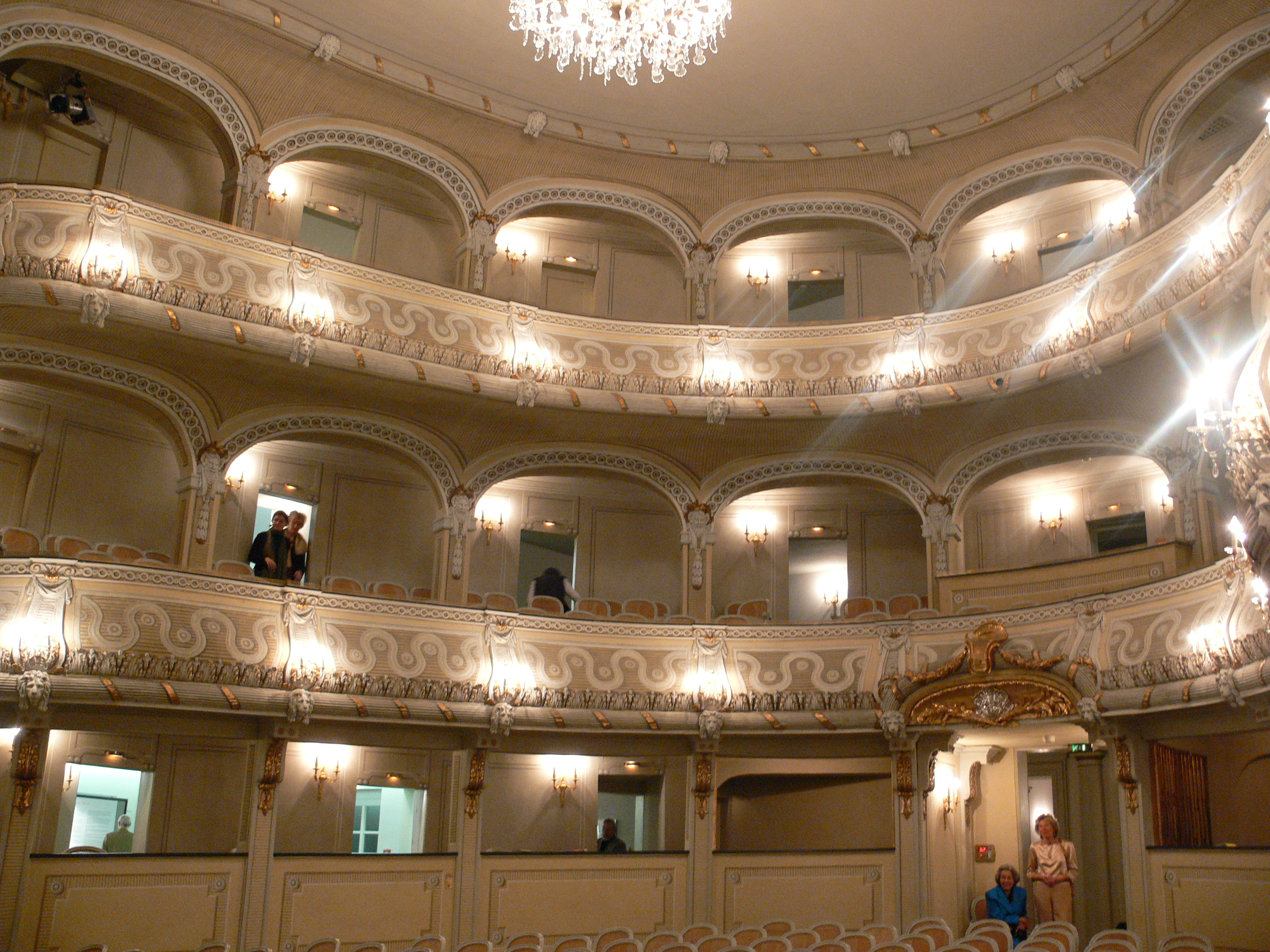
Camarotes do Teatro de Schwetzingen.

De especial importância histórico-artística são os aposentos do segundo andar, os quais foram redesenhados na época bádica (a partir de 1803) para a condessa Luise Karoline von Hochberg, devido aos excelentes papéis de parede estampados à mão e conservados, da firma Zuber em Rixheim. Entre eles destaca-se uma vista dos Alpes, "Vues de Suisse" (Vistas da Suíça).

#### Alas circulares
As alas circulares são dois edifícios de cantaria, constituídos por um único andar, com acesso imediato ao jardim graças a uns altos janelões. Unem-se às partes laterais do palácio formando um hemiciclo, rodeando o parterre circular juntamente com o semicírculo constituído pela galeria gradeada do outro lado. A ala norte foi construída por Bibiena entre 1748 e 1749, enquanto que a ala sul é obra de Rabliatti, realizada em 1753. 
As alas eram usadas para actividades da Corte, como banquetes, jogos, concertos e bailes, entre outras. Este tipo de dependências adicionais eram necessárias ante o comportamento inibido que se vivia no edifício principal do palácio. Actualmente as alas são usadas como restaurante, cafetaria e vestíbulo do teatro, assim como para concertos e exposições.

#### Teatro

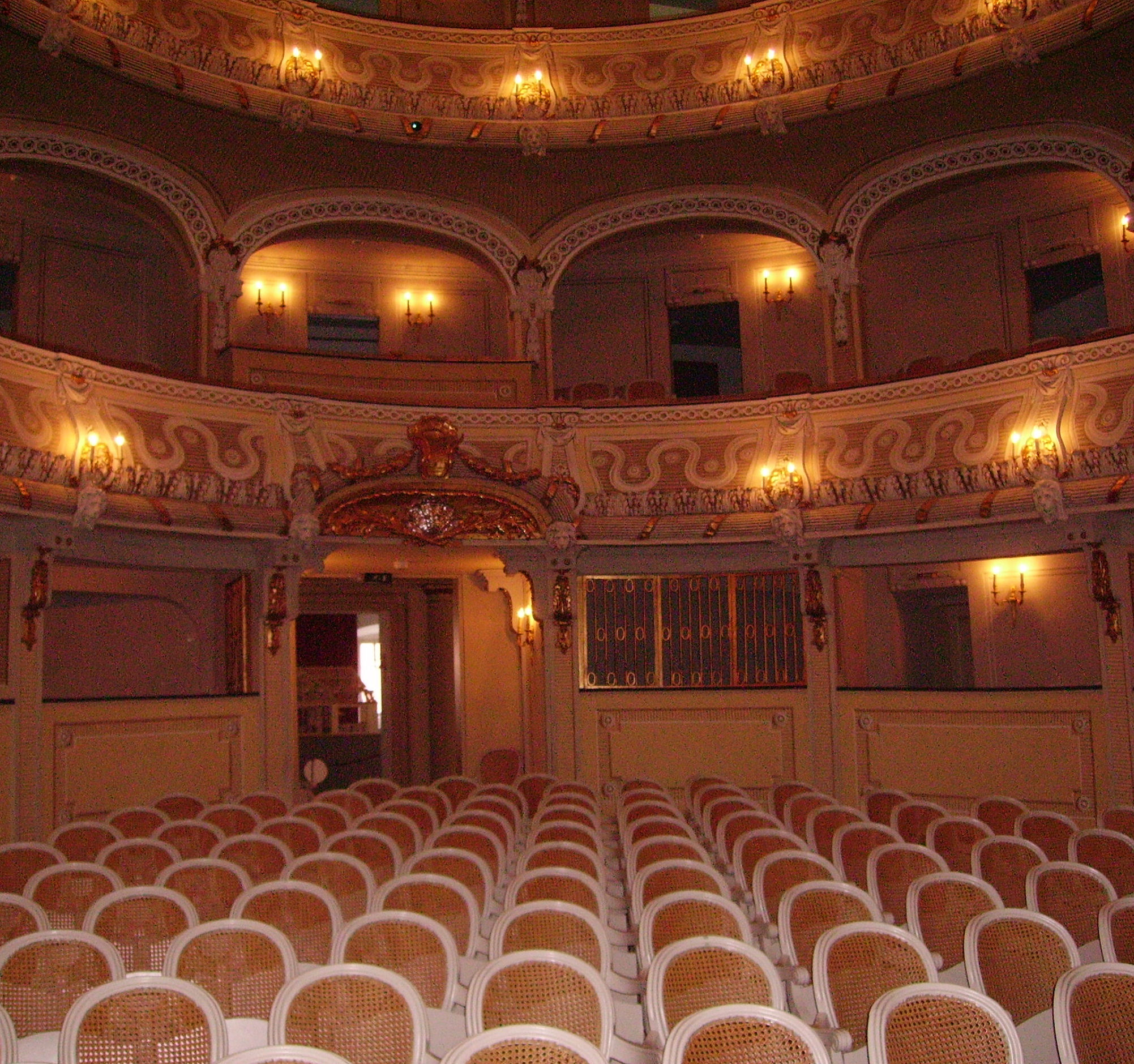
Teatro Rococó do Palácio de Schwetzingen.

O Teatro da Corte dos Eleitores, num estilo neoclássico inicial (frequentemente conhecido de forma errónea como Rokokotheater - teatro Rococó), foi construído em 1752 e inaugurado com o Intermezzo musical "Porsognacco". Encontravam-se presentes cantores, instrumentistas e compositores de renome internacional, incluindo os representantes da Escola de Mannheim.
Depois de Karl Theodor mudar a sua residência de Mannheim para Munique, as representações passaram a realizar-se de forma apenas eventual, e sempre coincidindo com visitas do príncipe eleitor. Mesmo em Baden, o teatro raramente era usado. Este teatro desapareceu, não podendo ser documentado. Entre 1936-1937 e 2002-2003, o teatro foi completamente renovado.
As balaustradas, com filas que crescem ligeiramente, têm caixas no piso térreo em forma de Lira. Os pilares e as arcadas que os unem estão lindamente decorados, promovendo um efeito de aprofundamento do espaço.
O Teatro da Corte desempenha um importante papel, todos os verões, ao acolher o "Schwetzinger Festspiele" (Festival de Schwetzingen).

### Templos

#### Templo de Mercúrio

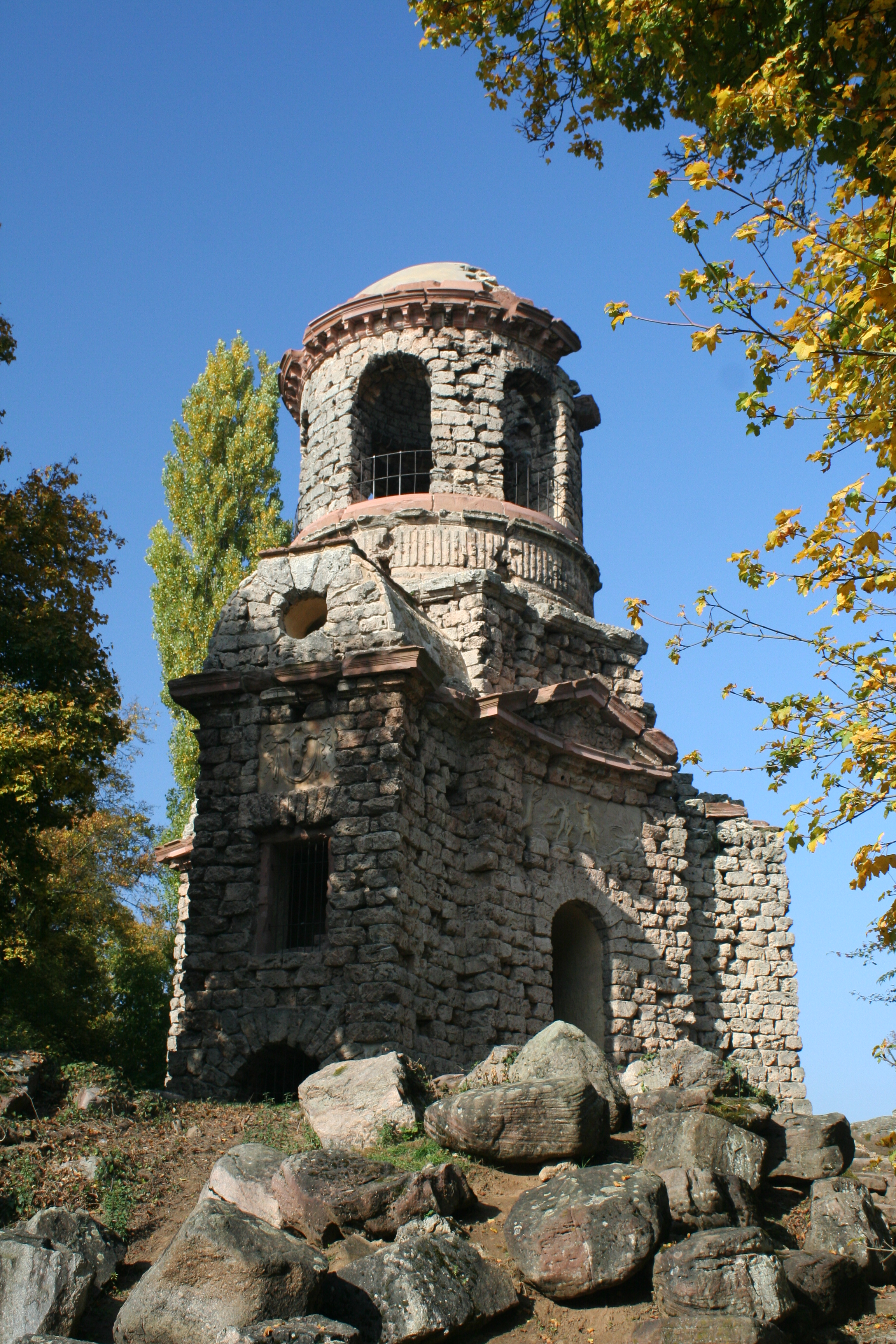
O Templo de Mercúrio.

Nas "Parties sauvages", a parte sudoeste do jardim paisagístico de Schwetzingen, estava planeado desde 1784 um monumento comparável à mesquita. Nasceram, então, entre 1787 e 1788, as ruínas falsas de Pigage. Em 1791, o Deus romano Mercúrio seria assinalado pela primeira vez. A sua subestrutura, constituída por grandes blocos de arenito, parece ser os restos de uma construção anterior. O templo é constituído por três partes: a torre em tufo, com uma forma hexagonal ao nível do andar térreo, tem por cima um ático, sendo o conjunto coroado por um lanternim. Nas três fachadas similares encontram-se relevos, em estuque, referentes a Mercúrio.
A interpretação do parque de ruínas é controversa: uma leitura maçónica vê neste templo grandes ligações ao Templo de Salomão e ao seu arquitecto, Hiram Abif. 
O Templo de Mercúrio assume as funções de um Belvedere. A partir do segundo andar consegue-se uma bela vista do lago e da mesquita. Actualmente, o acesso ao templo está interdito devido ao seu estado decrépito.

#### Templo de Minerva
A deusa romana Minerva é representada repetidamente nos jardins do Palácio de Schwetzingen. Para contrabalançar o Templo de Minerva foi planeado um Templo de Cupido, o qual nunca seria executado.
O projecto, desenhado por Pigage, foi concluído em 1769. A sua fachada, com uma colunata de ordem coríntia, sugere o modelo da entrada de um antigo templo romano, o Pórtico de Octávia. A relação entre a galeria colunada e a cela é única: a cela do templo torna-se numa abertura natural para a estrutura, enquanto no seu interior a posição das colunas é mantida.
Minerva, deusa da sabedoria, aparece ante a parede traseira, representada numa estátua de Grupello. Ela é, mesmo em relação à identificação da fachada, a deusa das artes pacíficas e das ciências, em particular, a arte da jardinagem. A cela, equipada com bancadas de mármore, serve de sala de descanso aos visitantes do parque, mas também pode ser entendido como um ponto de encontro daqueles que adquiriram sabedoria.
Abaixo do templo encontra-se um espaço rectangular, com nichos e aberturas de janelas redondas. Este espaço é acessível do exterior e apresenta as características de um lugar de reunião secreta. Este sítio é governado por Pã, como indica uma máscara que se encontra abaixo da porta. O Templo de Minerva, o qual se propaga a partir desta esfera de extracção irracional, é também um monumento determinante no enquadramento da razão e do poder da civilização Humana.

#### Templo de Apolo

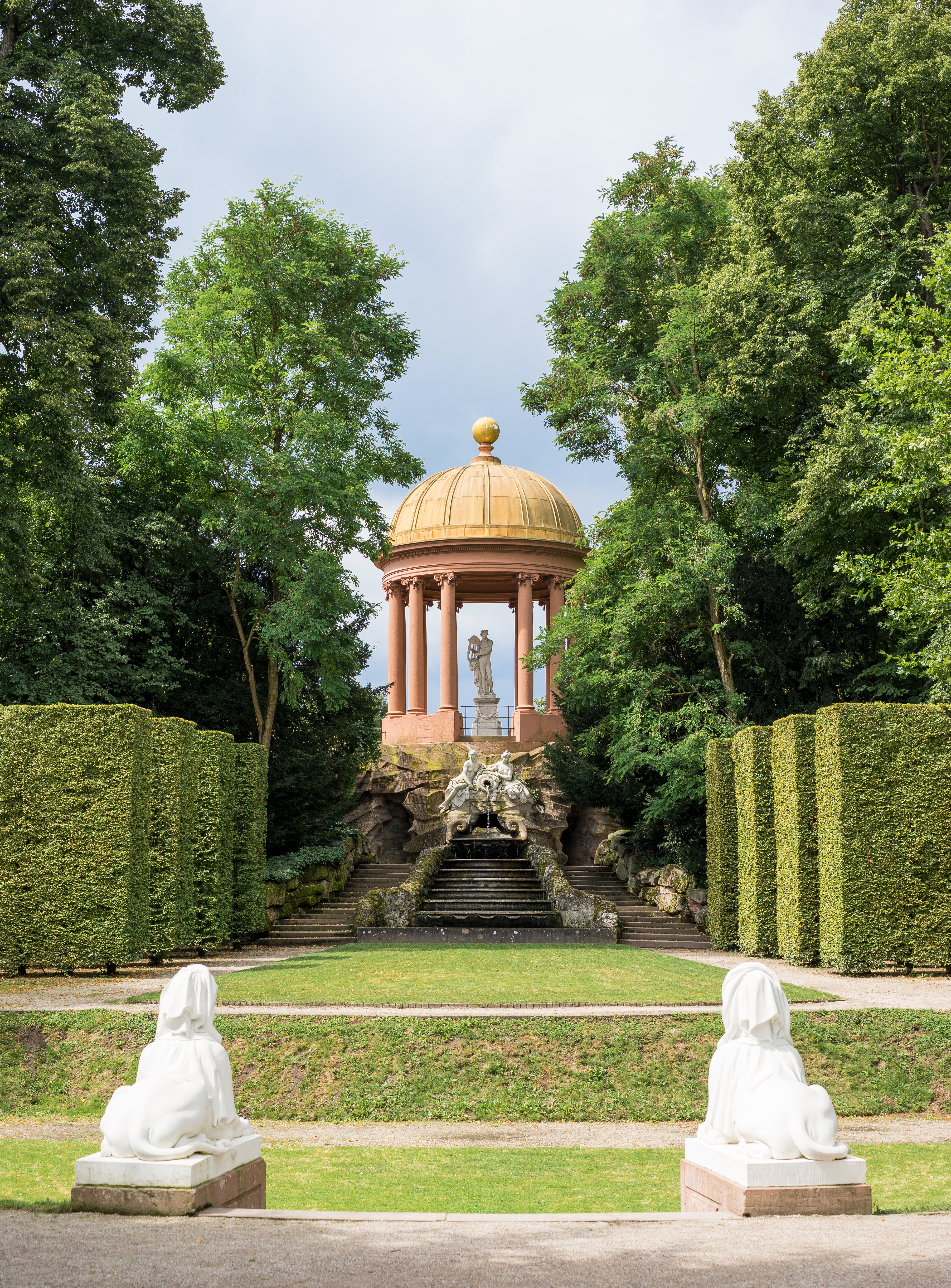
O Templo de Apolo visto de oeste.

Em 1762 foi projectada a construção deste templo, um Belvedere. Foi desenhada por Nicolas de Pigage uma alta estrutura terraçada, em cuja plataforma do topo se encontra um monóptero, um templo circular com doze colunas jónicas, sem acréscimo de cela. O templo é dedicado ao deus grego Apolo. A estátua de Apolo foi realizada pelo escultor Anton von Verschaffelt. Mostra o deus a tocar lira à esquerda, com o artista a propôr alguma troça. Numa troca de cartas entre Gleim, Wilhelm Heinse e Johannes von Müller, é dito que, apesar de "sagrado", apenas se vê sobre uma colina "o deplorável traseiro do deus".
O Templo de Apolo coroa dois planos de visão: a partir da entrada do lado oeste o visitante sobe por deslumbrantes corredores, escuros e rochosos, até ao topo da plataforma com o clássico monóptero; do ponto de vista do visitante que se aproxima de leste, o templo assume a forma de um palco de teatro. Apolo aparece como deus das artes e líder das Musas do Monte Helikon, onde surgiu a marca do casco de Pégaso na Fonte de Hippokrene, cuja água fluia através das Náiades, conferindo dotes poéticos às pessoas que dela bebessem.

#### Templo da Floresta Botânica

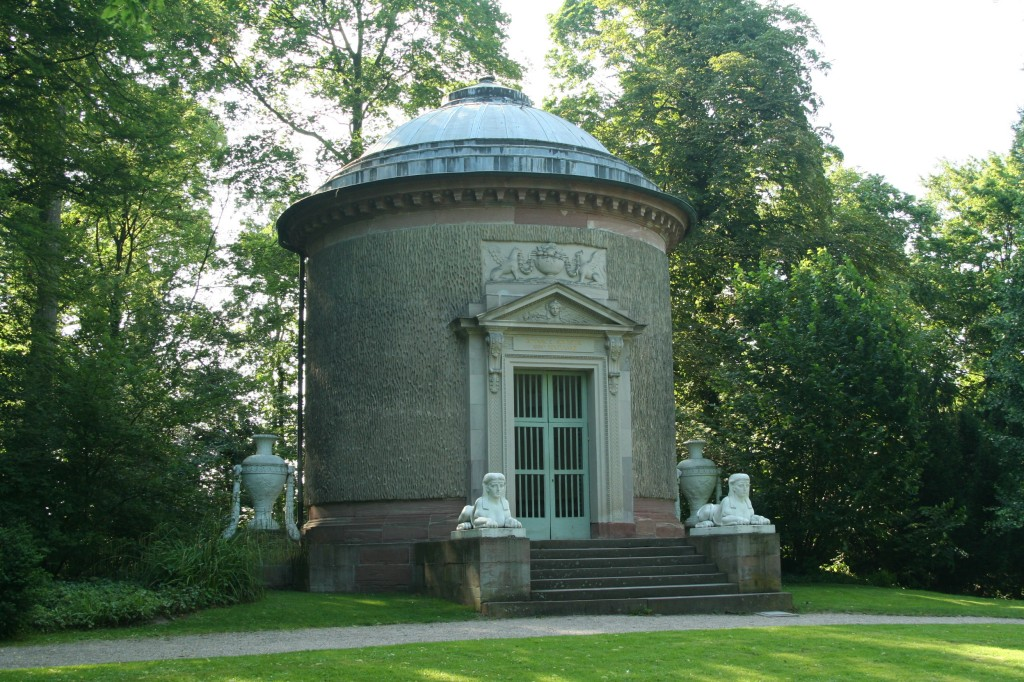
O Templo da Floresta Botânica.

O Templo da Floresta Botânica (Botanicae Silvestris), concebido por Pigage, já estava previsto desde 1777. A inscrição de consagração identifica o ano de 1778, mas o edifício foi concluído até 1780. Este templo é a conclusão do Arboretum Theodoricum, a colecção de árvores no chamado "Wiesentälchen". O edifício cilíndrico apresenta uma cobertura exterior semelhante à casca de carvalho. Uma escada, situada entre as duas esfinges de guarda, conduz à porta de entrada. O interior possui uma abertura no meio do pavimento, com cerca de 20 cm, a qual dá para uma escura abóbada situada abaixo. A imagem do programa é crescente, representando a exaustão e morte da natureza. Quatro grandes zonas em relevo mostram símbolos das quatro estações, em ligação com um antigo tripé. Os ritmos naturais foram ligados com a moderna ciência: medalhões com os retratos das antigas autoridades Teofrasto de Ereso e Plínio, o Velho estão ao mesmo nível das representações dos modernos naturalistas Joseph Pitton de Tournefort e Carl von Linné. O revolucionário livro sobre sistematização das plantas de Linné formava o atributo, agora desaparecido, da estátua de Ceres na abside central.

### Outras construções

#### Pavilhão dos Banhos

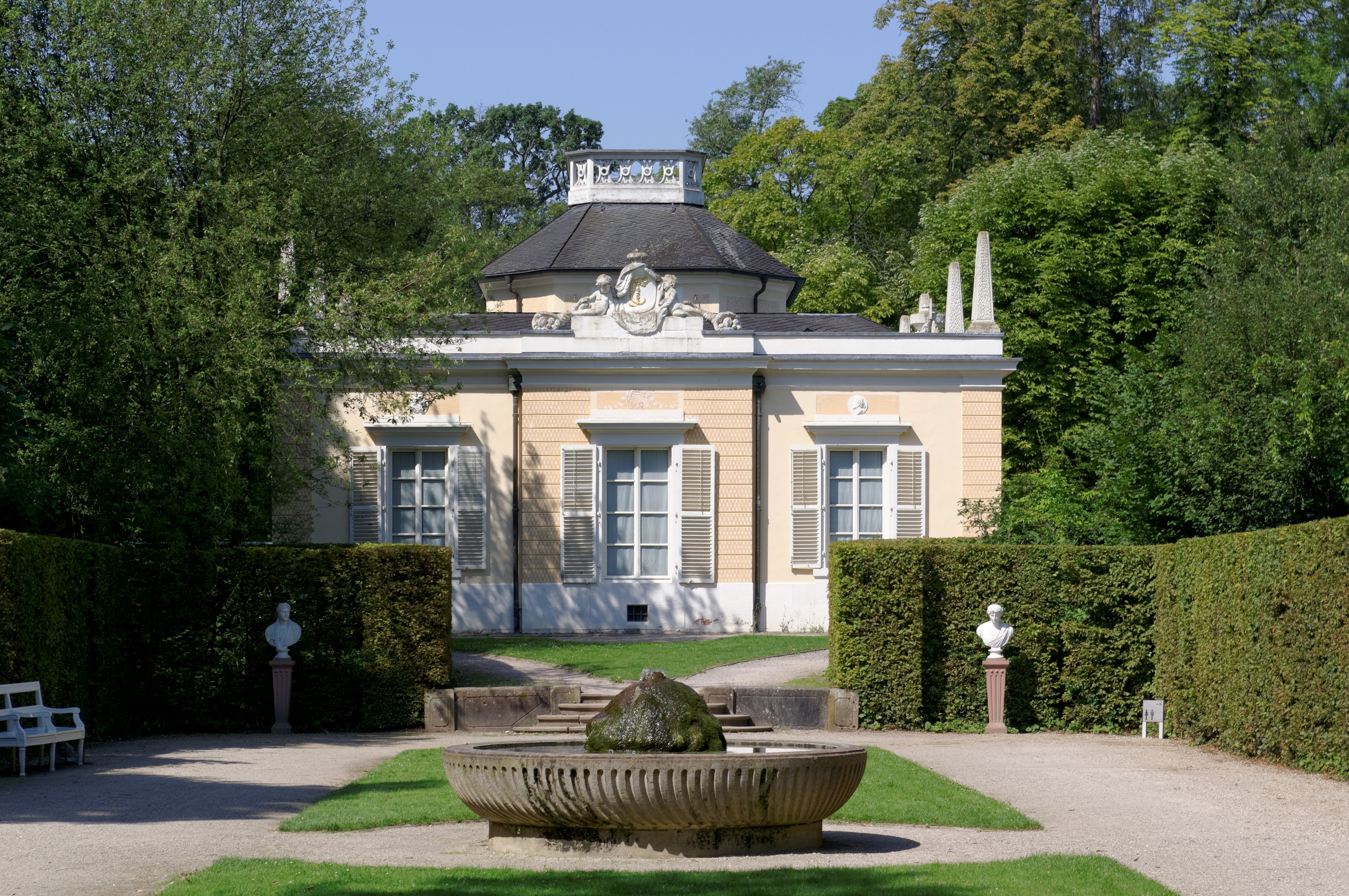
Fachada do Pavilhão dos Banhos.

O Pavilhão dos Banhos, da autoria de Pigage, é uma pequena casa com a mesma natureza das villas italianas. 
Na época de Karl Theodor, embora os restantes jardins do Palácio de Schwetzingen se encontrassem abertos ao público, para entrar no jardim do Pavilhão de Banhos era necessário convite ou permissão do Eleitor. Aqui, Karl Theodor vivia como um homem privado e devotava-se às suas inclinações musicais. A partir de Apolo, entra-se na área dos banhos através de uma fissura na êxedra, acontecendo o mesmo na parte traseira. Graças a estas duas formas de entrada, o visitante chega à sala oval, o centro do pavilhão. Depois da sala oval chega-se, para oeste e para este, a duas antecâmaras. O visitante chega, então, ao quarto de dormir do eleitor (lado sudoeste) e à sala de banho (lado noroeste), a qual possui um tanque em mármore, com cerca de 1,20 m. de profundidade, situado num nicho elíptico. A nordeste encontra-se a sala chinesa de papel, com papel pintado. No lado sudeste fica o escritório, com paisagens pintadas por Ferdinand Kobell. 
Na cozinha do Pavilhão dos Banhos ficava localizada a caldeira para aquecimento da água dos banhos.

#### Fonte dos Pássaros
Uma das atracções do jardim do Pavilhão dos banhos é a Fonte dos Pássaros. No meio do tanque encontra-se um bufo chapeado em ferro, o qual detém um faisão morto nas suas garras. O bufo expele água. No alto da barra que envolve a construção estão pousadas outras aves. O tema da fonte é baseado numa fábula de Esopo, representando a ira das aves boas sobre a maldade do bufo. As figuras de Schwetzingen vieram do castelo loreno de Estanislau I da Polônia. Quatro aviários para animais vivos, com o gorjeio dos pássaros, aumentam a ilusão. 
Ao lado encontram-se ainda dois outros pequenos edifícios, a chamada cabana de ágata.

#### Perspectiva

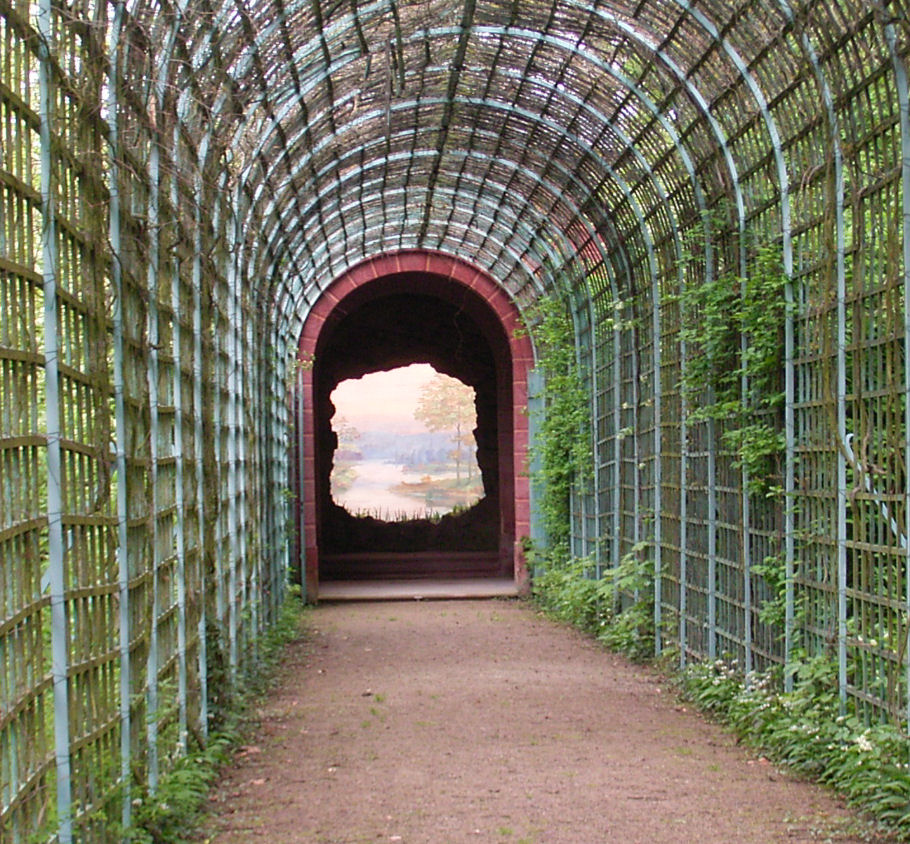
A "Perspectiva" nos jardins do Palácio de Schwetzingen.

A Perspectiva, entendida na boca do povo como o "fim do mundo", conclui o eixo principal do jardim do Pavilhão dos banhos em direcção a norte. Mostra uma ampla paisagem de rio, uma curva, sendo a pintura da parede iluminada pela luz do dia. Especialmente quando visto à distância, através do longo corredor de ripas artesanais, o efeito parece ser bastante realista.

#### Orangerie
A partir do século XVI, começaram a chegar às Cortes Reais europeias colecções de laranjeiras e de outras árvores de citrinos em moda. Separado destas plantações, existia um edifício, no qual as pequenas árvores podiam ficar protegidas. A Orangerie de Schwetzinger, com as suas pinturas de fachada, foi concebida por Pigage. As pinturas imitam pedras naturais, sendo as paredes, simplesmente, de tijolo. Aos cantos desta secção existem estátuas de jardim representando três das estações do ano. No meio, encontram-se as laranjeiras e os limoeiros em contentores dispostos numa ilha rectangular.
No início do século XVIII, a necessidade de quartos para as festividades da Corte, em Schwetzingen, encontrava-se longe de estar satisfeita. Uma Orangerie com uma grande galeria de banquetes podia remediar essa falta. Assim, o Eleitor Karl Philipp decidiu, em 1716, exceder a residência principal que o Eleitor Johann Wilhelm tinha em Düsseldorf.

#### Observatório
Encontrou-se localizado, até 1762, um observatório no local da actual Orangerie.

#### Aqueduto Romano
No Verão de 1779, foi iniciada, no extremo norte do jardim, uma ruína artificial projectada por Nicolas de Pigage. Uma portaria, onde uma torre parece lembrar um Arco do Triunfo. Na sua arcada central precipita-se uma queda de água. A partir desta portaria estendem-se três lados do resto de um aqueduto, com o braço oriental a interceptar um espaço livre, onde se ergue um obelisco.

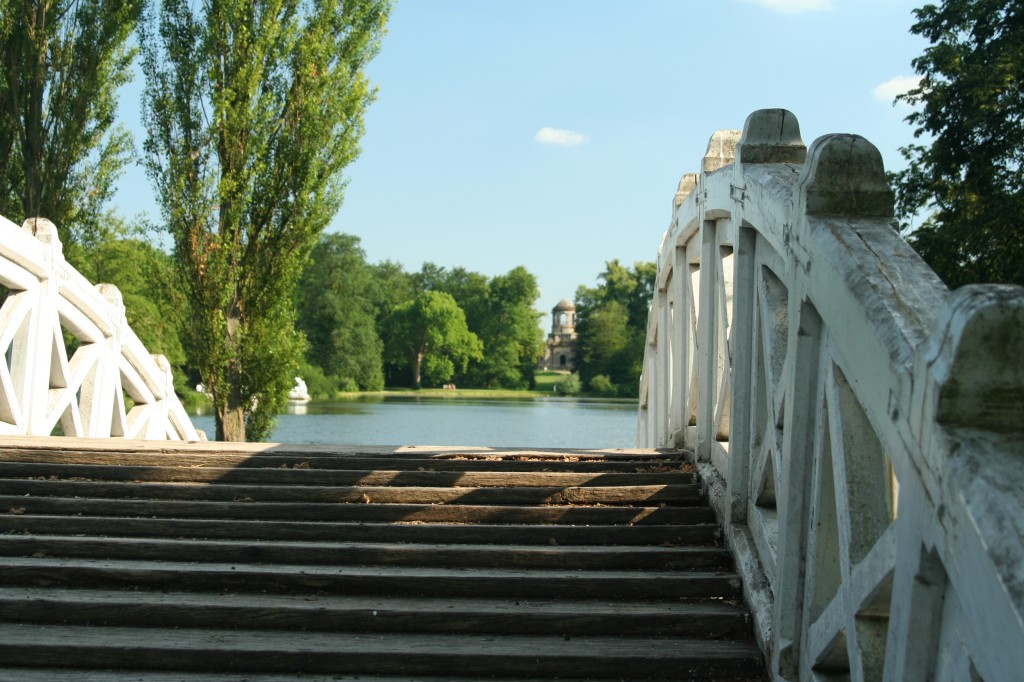
Vista da Ponte Chinesa, no contexto do Templo de Mercúrio.

Pigage pôde voltar aos seus estudos antigos durante a viagem que efectuou a Itália entre 1767 e 1768. A combinação entre a portaria e o aqueduto tem relação com a Porta Maggiore e o aqueduto da Acqua Vergine, em Roma. A torre sugere as superstruturas medievais construídas sobre pontes romanas. Os modelos são encontrados nas vistas de Piranesi. A designação como "castelo de água" romano aparece a partir de 1828.

#### Ponte Chinesa
A Ponte Chinesa, localizada nas traseiras do jardim, faz a ligação entre o jardim francês e o jardim inglês. Tem a alcunha de "ponte de mentira", porque se diz que quem tropeça nos seus degraus irregulares já foi borlado.

## Visitantes ilustres do palácio

### Voltaire
Voltaire foi pela primeira vez a Schwetzingen no decorrer do ano de 1753, tendo ficado 14 dias na companhia dos seus amigos eleitores. As suas comédias foram, ali, representadas com entusiasmo. No Verão de 1758, Voltaire fez uma nova estadia em Schwetzingen. No dia 30 de Setembro de 1762, teve lugar, no palácio, a estreia da sua triste peça "Olympie", um trabalho feito para a Corte de Schwetzinger. Esta peça foi realizada sob a direção do seu ex-secretário Cosimo Alessandro Collini. Pouco antes da sua morte, Voltaire escreveu a Collini:
Eu quero, antes de morrer, desfrutar ainda um dever e um consolo suficiente: irei novamente a Schwetzingen, este pensamento domina toda a minha alma..

### Mozart
Wolfgang Amadeus Mozart era um menino prodígio, de sete anos de idade, quando, juntamente com o seu pai e a sua irmã, interpretou um concerto para a Corte de Schwetzingen, no dia 18 de Julho de 1763. Leopold Mozart reporta este concerto numa carta:
A orquestra é, sem oposição, a melhor na Alemanha. Muitos jovens e seres de boa vida, nem jogadores nem alcoólicos, nem sequer farrapos dissolutos, talvez por isso a sua conduta e a sua condição sejam altamente apreciadas. Os meus filhos puseram Schwetzingen em movimento.

### Gluck
O compositor Christoph Willibald Gluck esteve hospedado no Palácio de Schwetzingen em 1774. O pintor Mannlich conta na sua biografia que Gluck adormeceu durante uma representação da ópera pastoral Amor vincitore, de Johann Sebastian Bach, no Teatro da Corte, em presença do casal eleitoral.

### Schiller
Friedrich Schiller encontrou em Schwetzingen sugestões para os contraditórios temperamentos de Aranjuez, no primeiro acto do seu "Don Karlos".

### Iffland
O actor August Wilhelm Iffland descreve, numa carta datada de 26 de Novembro de 1779, uma caçada em Schwetzingen, com um custo de 50.000 florins e cerca de 9.000 indivíduos assistindo a partir de andaimes: 
O próprio local era completamente plano, sobre o qual alguém amontoou telas, de facto, uma visão totalmente nova para mim, montanhas, castelos, pontes, grandes terraços, naturalmente pintadas para serem vistas ao ar livre. As pinturas pintadas em meia-lua (de um lado) e os andaimes do outro, formam um círculo fechado. Os porcos, raposas, texugos e lebres estavam numa porta pintada acima das montanhas, as quais foram feitas com tábuas, caíndo muitas vezes cinquenta ou sessenta e esmagando-se frequentemente contra o chão.

### José II
O Kaiser José II, sob o nome de Conde de Falkenstein, esteve em Schwetzingen no ano de 1781, tendo sido conduzido pelos jardins do palácio por Pigage, a quem fez alusões políticas:
Na verdade, meu caro, não vou cansado de admirar; não consigo entender como o príncipe pode abdicar de uma agradável estadia num domínio principal do Palatinado, todo ele um jardim; é um paraíso na Terra.
Ao que Pigage respondeu: 
Senhor Conde, é porque, actualmente, a Baviera é o seu maior bolo e, claro, parece quer ele prefere isso.
Ao que o Kaiser retorquiu:
"Bem, você come os bolos grandes e os pequenos onde você quiser. Quanto a mim, no seu lugar, gostaria de comer todos os meus bolos do Palatinado.
A conversação, na qual se discute o motivo pelo qual o Eleitor compete pelo domínio da Baviera, enquanto o Kaiser sugeria uma troca territorial com os Países Baixos austríacos, a actual Bélgica, foi transmitida por um manuscrito original preservado por Pigage.